# Venningen
Venningen település Németországban, Rajna-vidék-Pfalz tartományban. Lakosainak száma 893 fő (2023. december 31.).

## Népesség
A település népességének változása:
| Lakosok száma | 861  | 918  | 906  | 907  | 908  | 893  |
|               | 1975 | 2017 | 2019 | 2021 | 2022 | 2023 |